# Villa Warrens

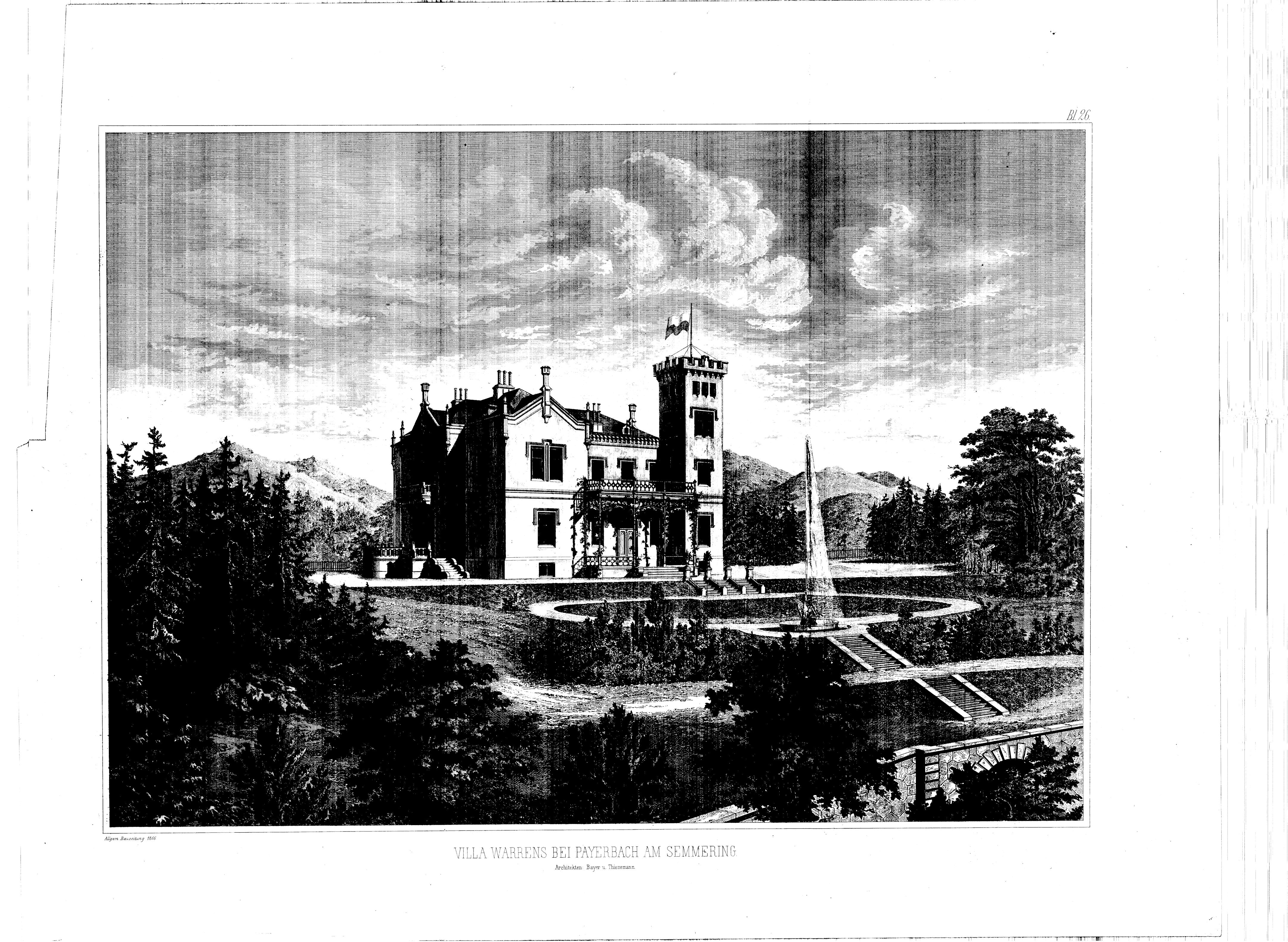
Die Nordseite der Villa Warrens

Die Villa Warrens war eine Villa bei Küb nahe Payerbach in Niederösterreich.

## Beschreibung
Die nach Osten ausgerichtete Villa, die über ein durchgehendes Obergeschoß mit einem angebauten, viergeschoßigen Turm verfügte, stand nördlich der alten Straßenverbindung auf einem Plateau des umgebenden Parks, der sich in Terrassen aus der Niederung der Schwarza erhob, zu der eine Treppe hinabführte. Sämtliche Gesimse und Fassadengliederungen sowie die Haupttreppe waren mit Untersberger Marmor ausgeführt. Die Villa überstand den Zweiten Weltkrieg, wurde aber 1952 abgebrochen. Die Baukosten betrugen 38.000 Gulden.

## Geschichte
Der Journalist Eduard Warrens war 1850 im Schloss Mühlhof einquartiert, um vom Bau der Semmeringbahn zu berichten. Noch im selben Jahr erwarb er in unmittelbarer Nachbarschaft einen zum Schloss gehörenden Grund und ließ von 1854 bis 1858 durch Otto Thienemann eine Villa im Stil der Tudorgotik errichten, die zuerst ihm, dann dem amerikanischen General William T. Sherman, der im Sezessionskrieg eine bedeutende Rolle einnahm, und schließlich im Sommer der Weltausstellung 1873 der österreichischen Kaiserin Elisabeth und später ihrer Tochter Gisela als Sommersitz diente. Durch den Aufenthalt der Kaiserin wurde das als Villa Payerbach bezeichnete Anwesen in der gesamten Monarchie bekannt und die gesamte Anlage ausführlich beschrieben.
Nachfolgende Besitzer waren der 1911 verstorbene Leo Ritter von Herz-Herzberg und danach Anna Gräfin Seldern. In den 1920ern gelangte die Villa in den Besitz der Familie Schiel-Praschnicker und in den 1930ern in die Hände von Frau Wilhelmine Kubinzky. Die Villa bekam während des Zweiten Weltkrieges einige nur unbedeutende Treffer ab, die im Ausland weilende Besitzerin vertraute jedoch den Meldungen ihres Verwalters, wonach ein „Wiederaufbau“ sinnlos wäre. Sie gab die Villa zum Abbruch frei, die Schleifung erfolgte 1952. Heute sind nur mehr das Gärtnerhaus und das Eingangsportal in den Park erhalten.

## Bedeutung
Die Villa war eine der ersten, jedenfalls die erste prachtvoll errichtete Villa am Semmering und damit wegweisend für die touristische Entwicklung, die zehn Jahre später die Gegend um Reichenau an der Rax erfasste und danach das gesamte Semmeringgebiet.